# Посада Гірна
Посада Гірна пол. Posada Górna чи Посада Риманівська пол. Posada Rymanowska — лемківське село у Польщі, у гміні Риманів Кросненського повіту Підкарпатського воєводства. Розташоване між центром гміни та здравницею Риманів-Здрій. Населення — 1629 осіб (2011).

## Історія
Перша писемна згадка датується 1552 роком. Відомо, що відтоді населений пункт жив на німецькому праві.
Через близькість до більшого Риманова село увесь час було пов'язане з містечком. Так, станом на 1589 рік у документах населений пункт згаданий як передмістя, лат. Suburbe-inm Superius", Риманова. І сьогодні стиль забудови в селі дуже схожий до сусіднього міського. До того ж саме у Риманові була парафія Посади.
До 1772 р. село входило до складу Сяноцької землі Руського воєводства Речі Посполитої. З 1772 до 1918 року — у межах Сяноцького повіту Королівства Галичини та Володимирії монархії Габсбургів (з 1867 року Австро-Угорщини). Посада Гірна знаходилась у смузі сіл, суміжних з Малопольщею, і зазнало значної латинізації і полонізації.
В 1895 р. в селі проживали 1117 осіб у 153 будинках (1012 римокатоликів, 98 грекокатоликів і 7 юдеїв), а на землях фільварку — 115 осіб у 14 будинках (68 римокатоликів, 25 грекокатоликів і 22 юдеї).
З 1919 до 1939 років село входило до Сяніцького повіту Львівського воєводства Польської Республіки.
В 1939 р. в селі було 1430 жителів села — 110 українців, 1320 поляків. Грекокатолики належали до парафії Дошно Риманівського деканату.
У 1947 р. українців під час операції «Вісла» депортували на понімецькі землі.
У 1975—1998 роках село належало до Кросненського воєводства.
Південна частина населеного пункту 1996 року увійшла до курорту-здравниці Риманів Здруй.

## Демографія
Демографічна структура станом на 31 березня 2011 року:
|          | Загалом | Допрацездатний вік | Працездатний вік | Постпрацездатний вік |
| -------- | ------- | ------------------ | ---------------- | -------------------- |
| Чоловіки | 762     | 164                | 512              | 86                   |
| Жінки    | 867     | 182                | 495              | 190                  |
| Разом    | 1629    | 346                | 1007             | 276                  |

## Підприємництво
У селі розвивається агротуризм, насамперед пов'язаний з сусідством із оздоровницею.

## Люди
- отець Павел Комборскі (1913–1998) — ксьондз, вчитель і вихователь дітей Потоцьких у Риманові, капелан Армії Крайової, був репресований у комуністичні роки.